# Forma de conexión
En matemáticas, y específicamente en geometría diferencial, una forma de conexión es una manera de organizar los datos de una conexión utilizando el lenguaje de los sistemas de referencia móviles y de las formas diferenciales.
Históricamente, las formas de conexión fueron introducidas por Élie Cartan (1869-1951) en la primera mitad del siglo XX como parte y una de las principales motivaciones de su método de sistemas de referencia móviles. La forma de conexión generalmente depende de la elección de un sistemas de referencia coordenados y, por lo tanto, no es un objeto tensorial. Después del trabajo inicial de Cartan se formularon varias generalizaciones y reinterpretaciones de la forma de conexión. En particular, en un fibrado principal, una conexión principal es una reinterpretación natural de la forma de conexión como un objeto tensorial. Por otro lado, la forma de conexión tiene la ventaja de que es una forma diferencial definida en alguna variedad diferenciable, en lugar de un haz principal abstracto sobre dicha variedad. Por lo tanto, a pesar de su falta de tensorialidad, las formas de conexión siguen utilizándose debido a la relativa facilidad para realizar cálculos con ellas. En física, las formas de conexión también se utilizan ampliamente en el contexto de la teoría de campo de gauge, a través de la derivada covariante gauge.
Una forma de conexión asocia a cada base de un fibrado vectorial una matriz de formas diferenciales. La forma de conexión no es tensorial porque bajo un cambio de base, la forma de conexión se transforma de una manera que involucra a la derivada exterior de funciones de transición, de manera muy similar a como lo hacen los símbolos de Christoffel para la conexión de Levi-Civita. El principal invariante tensorial de una forma de conexión es su forma de curvatura. En presencia de una forma de soldadura que identifica el haz de vectores con el fibrado tangente, hay un invariante adicional: la forma de torsión. En muchos casos, las formas de conexión se consideran haces de vectores con estructura adicional: la de un fibrado con una estructura de grupo.

## Haces de vectores

### Sistemas de referencia en un haz de vectores
Sea E un fibrado vectorial de dimensión de fibra k sobre una variedad diferenciable M. Un sistema de referencia local para E es una base ordenada de secciones locales de E. Siempre es posible construir un sistema de referencia local, ya que los haces de vectores siempre se definen en términos de fibrado, en analogía con el atlas de una variedad. Es decir, dado cualquier punto x en la variedad base M, existe una vecindad abierta U ⊂ M de x para la cual el haz de vectores sobre U es isomorfo al espacio U × Rk: esta es la trivialización local. De este modo, la estructura del espacio vectorial en Rk se puede extender a toda la trivialización local, y también se puede extender una base en Rk; lo que permite definir el sistema de referencia local (aquí, R hace referencia a los números reales {\displaystyle \mathbb {R} }, aunque gran parte del presente desarrollo se puede extender a módulos sobre anillos en general, y a espacios vectoriales sobre los números complejos {\displaystyle \mathbb {C} } en particular).
Sea e = (eα)α=1,2,...,k un sistema de referencia local en E. Este sistema de referencia se puede utilizar para expresar localmente cualquier sección de E. Por ejemplo, supóngase que ξ es una sección local, definida sobre el mismo conjunto abierto que el sistema de referencia e. Entonces
{\displaystyle \xi =\sum _{\alpha =1}^{k}e_{\alpha }\xi ^{\alpha }(\mathbf {e} )}
donde ξα(e) denota las componentes de ξ en el sistema de referencia e. Como ecuación matricial, esto se lee
{\displaystyle \xi ={\mathbf {e} }{\begin{bmatrix}\xi ^{1}(\mathbf {e} )\\\xi ^{2}(\mathbf {e} )\\\vdots \\\xi ^{k}(\mathbf {e} )\end{bmatrix}}={\mathbf {e} }\,\xi (\mathbf {e} )}
En la relatividad general, dichos campos de sistemas de referencia se denominan tétradas. La tétrada relaciona específicamente el sistema de referencia local con un sistema de coordenadas explícito en la variedad base M (el sistema de coordenadas en M está establecido por el atlas).

### Conexiones exteriores
Una conexión en E es un tipo de operador diferencial
{\displaystyle D:\Gamma (E)\rightarrow \Gamma (E\otimes \Omega ^{1}M)}
donde Γ denota los haces de las secciones locales de un haz de vectores, y Ω1M es el haz de 1-formas diferenciales en M. Para que D sea una conexión, debe estar correctamente acoplada a la derivada exterior. Específicamente, si v es una sección local de E y f es una función suave, entonces
{\displaystyle D(fv)=v\otimes (df)+fDv}
donde df es la derivada exterior de f.
A veces es conveniente extender la definición de D a formas con valores en E arbitrarios, considerándolo así como un operador diferencial en el producto tensorial de E con el producto exterior completo de formas diferenciales. Dada una conexión exterior D que satisface esta propiedad de compatibilidad, existe una extensión única de D:
{\displaystyle D:\Gamma (E\otimes \Omega ^{*}M)\rightarrow \Gamma (E\otimes \Omega ^{*}M)}
tal que
{\displaystyle D(v\wedge \alpha )=(Dv)\wedge \alpha +(-1)^{{\text{deg}}\,v}v\wedge d\alpha }
donde v es homogénea de grado v. En otras palabras, D es una derivación en el haz de módulos graduados Γ(E ⊗ Ω*M).

### Formas de conexión
Las formas de conexión surgen al aplicar la conexión exterior a un sistema de referencia particular e. Al aplicar la conexión exterior a eα, es la única matriz k × k (ωαβ) de 1-formas en M tal que
{\displaystyle De_{\alpha }=\sum _{\beta =1}^{k}e_{\beta }\otimes \omega _{\alpha }^{\beta }.}
En términos de la forma de conexión, ahora se puede expresar la conexión exterior de cualquier sección de E. Por ejemplo, supóngase que ξ = Σα eαξα. Entonces
{\displaystyle D\xi =\sum _{\alpha =1}^{k}D(e_{\alpha }\xi ^{\alpha }(\mathbf {e} ))=\sum _{\alpha =1}^{k}e_{\alpha }\otimes d\xi ^{\alpha }(\mathbf {e} )+\sum _{\alpha =1}^{k}\sum _{\beta =1}^{k}e_{\beta }\otimes \omega _{\alpha }^{\beta }\xi ^{\alpha }(\mathbf {e} ).}
Tomando componentes en ambos lados,
{\displaystyle D\xi (\mathbf {e} )=d\xi (\mathbf {e} )+\omega \xi (\mathbf {e} )=(d+\omega )\xi (\mathbf {e} )}
donde se entiende que d y ω se refieren a la derivada componente con respecto al sistema de referencia e, y una matriz de 1-formas, respectivamente, que actúa sobre los componentes de ξ. Por el contrario, una matriz de 1-formas ω es a priori suficiente para determinar completamente la conexión localmente en el conjunto abierto sobre el cual se define la base de las secciones e.

#### Cambio de sistema de referencia
Para extender ω a un objeto global adecuado, es necesario examinar cómo se comporta cuando se realiza una elección diferente de secciones básicas de E. Se escribe ωαβ = ωαβ(e) para indicar la dependencia de la elección de e.
Supóngase que e′ es una elección diferente de base local. Entonces, existe una matriz invertible k × k de funciones g tal que
{\displaystyle {\mathbf {e} }'={\mathbf {e} }\,g,\quad {\text{i.e., }}\,e'_{\alpha }=\sum _{\beta }e_{\beta }g_{\alpha }^{\beta }.}
Aplicando la conexión exterior a ambos lados de la ecuación se obtiene la ley de transformación para ω:
{\displaystyle \omega (\mathbf {e} \,g)=g^{-1}dg+g^{-1}\omega (\mathbf {e} )g.}
Téngase en cuenta en particular que ω no se transforma de manera tensorial, ya que la regla para pasar de un sistema de referencia a otro implica las derivadas de la matriz de transición g.

#### Forma de conexión global
Si {Up} es un recubrimiento abierto de M, y cada Up está equipada con una trivialización ep de E, entonces es posible definir una forma de conexión global en términos de los datos de parcheo entre las formas de conexión local en las regiones superpuestas. En detalle, una forma de conexión en M es un sistema de matrices ω(ep) de 1-formas definidas en cada U p que satisfacen la siguiente condición de compatibilidad
{\displaystyle \omega (\mathbf {e} _{q})=(\mathbf {e} _{p}^{-1}\mathbf {e} _{q})^{-1}d(\mathbf {e} _{p}^{-1}\mathbf {e} _{q})+(\mathbf {e} _{p}^{-1}\mathbf {e} _{q})^{-1}\omega (\mathbf {e} _{p})(\mathbf {e} _{p}^{-1}\mathbf {e} _{q}).}
Esta condición de compatibilidad garantiza en particular que la conexión exterior de una sección de E, cuando se considera abstractamente como una sección de E ⊗ Ω1M, no depende de la elección de la sección base utilizada para definir la conexión.

### Curvatura
La curvatura de una 2-forma de una forma de conexión en E está definida por
{\displaystyle \Omega (\mathbf {e} )=d\omega (\mathbf {e} )+\omega (\mathbf {e} )\wedge \omega (\mathbf {e} ).}
A diferencia de la forma de conexión, la curvatura se comporta tensorialmente ante un cambio de sistema de referencia, lo que se puede comprobar directamente utilizando el lema de Poincaré. Específicamente, si e → eg es un cambio de sistema de referencia, entonces la curvatura de dos formas se transforma por
{\displaystyle \Omega (\mathbf {e} \,g)=g^{-1}\Omega (\mathbf {e} )g.}
Una interpretación de esta ley de transformación es la siguiente. Sea 'e* la base dual correspondiente al sistema de referencia e. Entonces, la 2-forma
{\displaystyle \Omega ={\mathbf {e} }\Omega (\mathbf {e} ){\mathbf {e} }^{*}}
es independiente de la elección del sistema de referencia. En particular, Ω es una 2-forma de valores vectoriales en M con valores en el anillo de endomorfismo Hom(E,E). Simbólicamente,
{\displaystyle \Omega \in \Gamma (\Omega ^{2}M\otimes {\text{Hom}}(E,E)).}
En términos de la conexión exterior D, el endomorfismo de curvatura viene dado por
{\displaystyle \Omega (v)=D(Dv)=D^{2}v\,}
para v ∈ E. Así, la curvatura mide el desajuste de la serie
{\displaystyle \Gamma (E)\ {\stackrel {D}{\to }}\ \Gamma (E\otimes \Omega ^{1}M)\ {\stackrel {D}{\to }}\ \Gamma (E\otimes \Omega ^{2}M)\ {\stackrel {D}{\to }}\ \dots \ {\stackrel {D}{\to }}\ \Gamma (E\otimes \Omega ^{n}(M))}
para ser un complejo de cadenas (en el sentido de la cohomología de De Rham).

### Soldadura y torsión
Supóngase que la dimensión de la fibra k de E es igual a la dimensión de la variedad M. En este caso, el haz de vectores E a veces está equipado con un dato adicional además de su conexión: una forma de soldadura. Una forma de soldadura es una 1-forma con valores vectoriales θ ∈ Ω1(M,E) definida globalmente tal que la aplicación
{\displaystyle \theta _{x}:T_{x}M\rightarrow E_{x}}
es un isomorfismo lineal para todo x ∈ M. Si se proporciona una forma de soldadura, entonces es posible definir la torsión de la conexión (en términos de la conexión exterior) como
{\displaystyle \Theta =D\theta .\,}
La torsión Θ es una 2-forma con valor E en M.
Una forma de soldadura y la torsión asociada pueden describirse en términos de un sistema de referencia local e de E. Si θ es una forma de soldadura, entonces se descompone en las componentes del sistema de referencia
{\displaystyle \theta =\sum _{i}\theta ^{i}(\mathbf {e} )e_{i}.}
Las componentes de la torsión son entonces
{\displaystyle \Theta ^{i}(\mathbf {e} )=d\theta ^{i}(\mathbf {e} )+\sum _{j}\omega _{j}^{i}(\mathbf {e} )\wedge \theta ^{j}(\mathbf {e} ).}
Al igual que la curvatura, se puede demostrar que Θ se comporta como un tensor contravariante ante un cambio de sistema de referencia:
{\displaystyle \Theta ^{i}(\mathbf {e} \,g)=\sum _{j}g_{j}^{i}\Theta ^{j}(\mathbf {e} ).}
La torsión independiente del sistema de referencia también se puede recuperar de los componentes del sistema de referencia:
{\displaystyle \Theta =\sum _{i}e_{i}\Theta ^{i}(\mathbf {e} ).}

### Identidades de Bianchi
Las formas de curvatura relacionan la torsión con la curvatura. La primera identidad de Bianchi establece que
{\displaystyle D\Theta =\Omega \wedge \theta }
mientras que la segunda identidad de Bianchi establece que
{\displaystyle \,D\Omega =0.}

### Ejemplo: la conexión Levi-Civita
Como ejemplo, supóngase que M lleva asociada una variedad de Riemann. Si se tiene un fibrado vectorial E sobre M, entonces la métrica se puede extender a todo el haz de vectores, como una métrica de haz. Entonces, se puede definir una conexión que sea compatible con esta métrica de haz, esta es una conexión métrica. Para el caso especial de que E sea un fibrado tangente TM, la conexión métrica se denomina conexión riemanniana. Dada una conexión riemanniana, siempre se puede encontrar una conexión única equivalente que sea libre de torsión. Esta es la conexión de Levi-Civita en el haz tangente TM de M.
Un sistema de referencia local en el haz tangente es una lista ordenada de campos vectoriales e= (ei | i= 1, 2, ..., n), donde n= dim M, definidos en un subconjunto abierto de M que son linealmente independientes en cada punto de su dominio. Los símbolos de Christoffel definen la conexión de Levi-Civita por
{\displaystyle \nabla _{e_{i}}e_{j}=\sum _{k=1}^{n}\Gamma _{ij}^{k}(\mathbf {e} )e_{k}.}
Si θ = {θi | i= 1, 2, ..., n}, denota la base dual del fibrado cotangente, de modo que θi(ej) = δij (la delta de Kronecker), entonces la forma de conexión es
{\displaystyle \omega _{i}^{j}(\mathbf {e} )=\sum _{k}\Gamma ^{j}{}_{ki}(\mathbf {e} )\theta ^{k}.}
En términos de la forma de conexión, la conexión exterior en un campo vectorial v= Σieivi viene dada por
{\displaystyle Dv=\sum _{k}e_{k}\otimes (dv^{k})+\sum _{j,k}e_{k}\otimes \omega _{j}^{k}(\mathbf {e} )v^{j}.}
Se puede recuperar la conexión de Levi-Civita, en el sentido habitual, contrayendo con ei:
{\displaystyle \nabla _{e_{i}}v=\langle Dv,e_{i}\rangle =\sum _{k}e_{k}\left(\nabla _{e_{i}}v^{k}+\sum _{j}\Gamma _{ij}^{k}(\mathbf {e} )v^{j}\right)}

#### Curvatura
La 2-forma de curvatura de la conexión de Levi-Civita es la matriz (Ωij) dada por
{\displaystyle \Omega _{i}{}^{j}(\mathbf {e} )=d\omega _{i}{}^{j}(\mathbf {e} )+\sum _{k}\omega _{k}{}^{j}(\mathbf {e} )\wedge \omega _{i}{}^{k}(\mathbf {e} ).}
Para simplificar, supóngase que el sistema de referencia e es holonómica, por lo que dθi= 0. Entonces, empleando ahora el convenio de suma de Einstein en índices repetidos,
{\displaystyle {\begin{array}{ll}\Omega _{i}{}^{j}&=d(\Gamma ^{j}{}_{qi}\theta ^{q})+(\Gamma ^{j}{}_{pk}\theta ^{p})\wedge (\Gamma ^{k}{}_{qi}\theta ^{q})\\&\\&=\theta ^{p}\wedge \theta ^{q}\left(\partial _{p}\Gamma ^{j}{}_{qi}+\Gamma ^{j}{}_{pk}\Gamma ^{k}{}_{qi})\right)\\&\\&={\tfrac {1}{2}}\theta ^{p}\wedge \theta ^{q}R_{pqi}{}^{j}\end{array}}}
donde R es el tensor de curvatura.

#### Torsión
La conexión de Levi-Civita se caracteriza por ser la única conexión métrica en el haz tangente con torsión cero. Para describir la torsión, obsérvese que el haz de vectores E es el haz tangente. Esto conlleva una forma de soldadura canónica (a veces llamada 1-forma canónica, especialmente en el contexto de la mecánica clásica) que es la sección θ de Hom(TM, TM)= T∗M ⊗ TM correspondiente al endomorfismo de identidad de los espacios tangentes. En el sistema de referencia e, la forma de soldadura es {{{1}}}, donde nuevamente θi es la base dual.
La torsión de la conexión viene dada por Θ= Dθ, o en términos de las componentes del sistema de referencia de la forma de soldadura por
{\displaystyle \Theta ^{i}(\mathbf {e} )=d\theta ^{i}+\sum _{j}\omega _{j}^{i}(\mathbf {e} )\wedge \theta ^{j}.}
Asumiendo nuevamente por simplicidad que e es holonómica, esta expresión se reduce a
{\displaystyle \Theta ^{i}=\Gamma ^{i}{}_{kj}\theta ^{k}\wedge \theta ^{j}},
que desaparece si y solo si Γikj es simétrico en sus índices inferiores.
Dada una conexión métrica con torsión, siempre se puede encontrar una conexión única y exclusiva que esté libre de torsión, la conexión de Levi-Civita. La diferencia entre una conexión riemanniana y su conexión de Levi-Civita asociada es el tensor de contorsión.

## Grupos de estructura
Se puede construir un tipo más específico de forma de conexión cuando el haz de vectores E lleva asociada una estructura de grupo. Esto equivale a una clase preferente de  sistemas de referencia e en E, que están relacionados por un grupo de Lie G. Por ejemplo, en presencia de una métrica en E, se trabaja con sistemas de referencia que forman una base ortonormal en cada punto. El grupo de estructura es entonces el grupo ortogonal, ya que este grupo preserva la ortonormalidad de los sistemas de referencia. Otros ejemplos incluyen:
- Los sistemas de referencia habituales, considerados en el apartado anterior, tienen grupo estructural GL(k) donde k es la dimensión de la fibra de E.
- El haz tangente holomórfico de una variedad compleja (o variedad casi compleja).[5] Aquí el grupo de estructura es GLn(C) ⊂ GL2n(R).[6] En caso de que se proporcione una métrica hermitiana, entonces el grupo de estructuras se reduce al grupo unitario que actúa sobre sistemas de referencia unitarios.[5]
- Espinor en una variedad equipada con estructura espinorial. Los sistemas de referencia son unitarios con respecto a un producto interno invariante en el espacio espinorial, y el grupo se reduce al grupo espinorial.
- Haces tangentes holomórficos en una variedad CR.[7]

En general, sea E un conjunto de vectores dado de dimensión de fibra k y G ⊂ GL(k) un subgrupo de Lie dado del grupo lineal general de Rk. Si (eα) es un sistema de referencia local de E, entonces una función matricial (gij): M → G puede actuar sobre el eα para producir un nuevo sistema de referencia
{\displaystyle e_{\alpha }'=\sum _{\beta }e_{\beta }g_{\alpha }^{\beta }.}
Dos de estos sistemas de referencia están relacionados con G. Informalmente, el haz de vectores E tiene la estructura de un haz G si se especifica una clase preferente de sistemas de referencia, todos los cuales están relacionadas localmente con G entre sí. En términos formales, E es un fibrado con grupo estructural G cuya fibra típica es Rk con la acción natural de G como subgrupo de GL(k).

### Conexiones compatibles
Una conexión es compatible con la estructura de un haz G en E siempre que las aplicaciones de transporte paralelo asociadas siempre envíen un sistema de referencia G a otro. Formalmente, en una curva γ, debe cumplirse localmente la condición siguiente (es decir, para valores suficientemente pequeños de t):
{\displaystyle \Gamma (\gamma )_{0}^{t}e_{\alpha }(\gamma (0))=\sum _{\beta }e_{\beta }(\gamma (t))g_{\alpha }^{\beta }(t)}
para alguna matriz gαβ (que también puede depender de t). La diferenciación en t=0 da
{\displaystyle \nabla _{{\dot {\gamma }}(0)}e_{\alpha }=\sum _{\beta }e_{\beta }\omega _{\alpha }^{\beta }({\dot {\gamma }}(0))}
donde los coeficientes ωαβ están en el álgebra de Lie g del grupo de Lie G.
Con esta observación, la forma de conexión ωαβ definida por
{\displaystyle De_{\alpha }=\sum _{\beta }e_{\beta }\otimes \omega _{\alpha }^{\beta }(\mathbf {e} )}
es compatible con la estructura si la matriz de formas uniformes ωαβ(e) toma sus valores en g.
La forma de curvatura de una conexión compatible es, además, una 2-forma con valor g.

### Cambio de sistema de referencia
Bajo un cambio de sistema de referencia
{\displaystyle e_{\alpha }'=\sum _{\beta }e_{\beta }g_{\alpha }^{\beta }}
donde g es una función con valor G definida en un subconjunto abierto de M, la forma de conexión se transforma mediante
{\displaystyle \omega _{\alpha }^{\beta }(\mathbf {e} \cdot g)=(g^{-1})_{\gamma }^{\beta }dg_{\alpha }^{\gamma }+(g^{-1})_{\gamma }^{\beta }\omega _{\delta }^{\gamma }(\mathbf {e} )g_{\alpha }^{\delta }.}
O, usando productos matriciales:
{\displaystyle \omega ({\mathbf {e} }\cdot g)=g^{-1}dg+g^{-1}\omega g.}
Para interpretar cada uno de estos términos, recuérdese que g : M → G es una función con valor G (definida localmente). Teniendo esto en cuenta,
{\displaystyle \omega ({\mathbf {e} }\cdot g)=g^{*}\omega _{\mathfrak {g}}+{\text{Ad}}_{g^{-1}}\omega (\mathbf {e} )}
donde ωg es la forma de Maurer-Cartan para el grupo G, aquí regresado a M en la función g, y Ad es la representación adjunta de G en su álgebra de Lie.

## Haces principales
La forma de conexión, tal como se ha presentado hasta ahora, depende de una elección particular de sistema de referencia. En la primera definición, el sistema de referencia es simplemente una base local de secciones. A cada cuadro se le da una forma de conexión con una ley de transformación para pasar de un cuadro a otro. En la segunda definición, los propios sistema de referencias llevan alguna estructura adicional proporcionada por un grupo de Lie, y los cambios de sistema de referencia están restringidos a aquellos que toman sus valores en él. El lenguaje de los haces principales, del que  Charles Ehresmann fue pionero en la década de 1940, proporciona una manera de organizar estas múltiples formas de conexión y las leyes de transformación que las conectan en una única forma intrínseca con una única regla de transformación. La desventaja de este enfoque es que las formas ya no se definen en la variedad misma, sino en un haz principal más grande.

### Conexión principal para una conexión
Supóngase que E → M es un haz de vectores con grupo de estructura G. Sea {U} un recubrimiento abierto de M, junto con un sistema de referencias G en cada U, indicados por eU. Estos sistemas están relacionados en las intersecciones de conjuntos abiertos superpuestos por
{\displaystyle {\mathbf {e} }_{V}={\mathbf {e} }_{U}\cdot h_{UV}}
para alguna función hUV con valor G definida en U ∩ V.
Sea FGE el conjunto de todos los sistemas de referencia G tomados en cada punto de M. Este es un haz principal G sobre M. En detalle, utilizando el hecho de que los sistema de referencias G están todos relacionados con G, FGE se puede realizar en términos de pegado de datos entre los conjuntos del recubrimiento abierto:
{\displaystyle F_{G}E=\left.\coprod _{U}U\times G\right/\sim }
donde la relación de equivalencia {\displaystyle \sim } está definida por
{\displaystyle ((x,g_{U})\in U\times G)\sim ((x,g_{V})\in V\times G)\iff {\mathbf {e} }_{V}={\mathbf {e} }_{U}\cdot h_{UV}{\text{and }}g_{U}=h_{UV}^{-1}(x)g_{V}.}
En FGE, se define una G-conexión principal de la siguiente manera, especificando una 1-forma con valor g en cada producto U × G, que respeta la relación de equivalencia en las regiones de superposición. Primero, sean
{\displaystyle \pi _{1}:U\times G\to U,\quad \pi _{2}:U\times G\to G}
las aplicaciones de proyección. Ahora, para un punto (x,g) ∈ U × G, se establece
{\displaystyle \omega _{(x,g)}=Ad_{g^{-1}}\pi _{1}^{*}\omega (\mathbf {e} _{U})+\pi _{2}^{*}\omega _{\mathbf {g} }.}
La 1-forma ω construida de esta manera respeta las transiciones entre conjuntos superpuestos y, por lo tanto, desciende para dar una 1-forma globalmente definida en el haz principal FGE. Se puede demostrar que ω es una conexión principal en el sentido de que reproduce los generadores de la acción propia G en FGE, y entrelaza de manera equivariante la acción propia en T(FGE) con la representación adjunta de G.

### Formas de conexión asociadas a una conexión principal
Por el contrario, una conexión G principal ω en un haz G principal P→M da lugar a una colección de formas de conexión en M. Supóngase que e : M → P es una sección local de P. Entonces, el retroceso de ω en e define una forma única con valor g en M:
{\displaystyle \omega ({\mathbf {e} })={\mathbf {e} }^{*}\omega .}
Cambiando de sistema de referencia mediante una función g con valor G, se ve que ω(e) se transforma de la manera requerida usando la regla de Leibniz y la adjunción:
{\displaystyle \langle X,({\mathbf {e} }\cdot g)^{*}\omega \rangle =\langle [d(\mathbf {e} \cdot g)](X),\omega \rangle }
donde X es un vector en M y d denota una aplicación progrediente.